# Sandersville (Georgia)
Sandersville – miasto w Stanach Zjednoczonych, w stanie Georgia, siedziba administracyjna hrabstwa Washington.